# Sampion Bouglione
Sampion Bouglione (Párizs, 1986. november 23. –) francia zsonglőr, sztepptáncos, akrobata.

## Élete
Sampion Bouglione 1986. november 23-án született Párizsban. Szülei is artisták voltak.
2012-ben a Massyi Nemzetközi Cirkuszfesztiválon az arany-díjat nyerte el. Ezután a Cirque d’Hiver "Eclat" című műsorában lépett fel.
2013 elején elindult a Got Talent nemzetközi tehetségkutató-sorozat orosz változatában a Minuta slavy-ben, ahol produkcióját a zsűri a maximális 40 ponttal jutalmazta. Októberben a Latinai Nemzetközi Cirkuszfesztiválon bronz-díjat kapott.
2014 januárjában feleségével az orosz származású légtornásszal, Natalia Egorova-val először léptek fel Budapesten, a Fővárosi Nagycirkuszban. A 10. Budapesti Nemzetközi Cirkuszfesztivál „B” versenyműsorában mutatták be műsorszámaikat. Sampion produkcióját Bronz Pierrot-díjjal jutalmazta a fesztivál zsűrije.

## Lásd még
- YouTube-videó: Sampion Bouglione a Cirque d’Hiver Eclat című műsorában (2013)